# توپ برای کوردوبا
توپ برای کوردوبا (انگلیسی: Cannon for Cordoba) یک فیلم وسترن آمریکایی است که در سال ۱۹۷۰ به نمایش درآمد، این فیلم که در اسپانیا فیلمبرداری گردیده‌است بخش زیادی از آن به رخدادی در مکزیک در سال ۱۹۱۲ مربوط است. کارگردانی فیلم را پل وندکوس برعهده داشت، بازیگران اصلی آن جرج پپارد، پیت دوئل، جووانا رالی و رف ولونه بوده و موسیقی متن ساخته المر برنستاین است.